# 小行星4147
小行星4147（英語：4147 Lennon）是一颗围绕太阳公转的小行星。1983年1月12日，B. A. Skiff在可可尼诺县发现了此天体。
这颗小行星的绝对星等为303.42687等。